# Chrastěšov
Chrastěšov je vesnice, část města Vizovice v okrese Zlín. Nachází se asi 3 km na sever od Vizovic. Je zde evidováno 77 adres. Trvale zde žije 149 obyvatel.
Chrastěšov je také název katastrálního území o rozloze 2,62 km2.

## Název
Název vesnice je doložen (ze 16. století) též v podobě Chrastišov. Bylo odvozeno od osobního jména Chrastěš či Chrastiš (jeho základem bylo buď podstatné jméno chrást - "houští" nebo sloveso chrastiti) a znamenalo "Chrastěšův/Chrastišův majetek".